# 충주 장미산성
충주 장미산성(忠州 薔薇山城)은 충청북도 충주시 중앙탑면에 있는 장미산의 능선을 따라 둘러 쌓은 둘레 약 2.9km의 삼국시대 산성이다. 1997년 11월 11일 대한민국의 사적 제400호로 지정되었다.

## 개요
충주시 중앙탑면에 있는 장미산의 능선을 따라 둘러 쌓은 둘레 약 2.9km의 삼국시대 산성이다.
『신증동국여지승람』14권에 보면 '하천 서쪽 28리에 옛 석성이 있다'라는 기록과 『대동지지』에 '장미산의 옛 성의 터가 남아 있다'라는 기록이 있다. 1992년 조사결과 성 안에서 발견된 토기 조각과 기와 조각들을 통해 백제·고구려·신라가 차례로 이 성을 점령, 경영하였음을 짐작하게 해준다.
북쪽에 있는 절인 봉학사 지역 일부를 빼고는 성벽이 원래 모습대로 남아 있다. 성벽은 돌을 대강 다듬어 직사각형으로 쌓았는데, 서쪽과 서남쪽에서 그 모습을 볼 수 있다. 또한 북쪽 정상부분의 성벽을 따라 있는 좁고 긴 군사용 참호는 주변 성벽의 재료를 이용해 만든 것으로 보인다.
남쪽의 대림산성과 강 건너편 탄금대의 토성, 충주산성과 서로를 보호하며 도왔을 것으로 보인다.
파주의 오두산성(사적 제351호)과 지형조건이 비슷해 성을 쌓은 시대나 배경 등을 짐작할 수 있게 하는 유적이다.

## 같이 보기
- 국원성
- 장미산
- 충주 대림산성
- 탄금대
- 충주 남산성

## 참고 자료
- 충주 장미산성 - 국가유산청 국가유산포털